# Андреа Темешварі
Андреа Темешварі (угор. Andrea Temesvári, нар. 26 квітня 1966) — колишня професійна угорська тенісистка. 
Здобула п'ять одиночних та сім парних титулів туру WTA. 
Найвищу одиночну позицію світового рейтингу — 7 місце досягнула 23 січня 1984, парну — 13 місце — 21 грудня 1986 року.
Завершила кар'єру 1997 року.

## Головні фінали

### Фінали турнірів Великого шолома

#### Парний розряд: 1 (1 титул, 0 поразки)
| Результат | Рік  | Championship | Покриття | Партнер             | Опоненти                      | Рахунок  |
| --------- | ---- | ------------ | -------- | ------------------- | ----------------------------- | -------- |
| Перемога  | 1986 | French Open  | Ґрунт    | Мартіна Навратілова | Штеффі Граф Габріела Сабатіні | 6–1, 6–2 |

## Фінали турнірів WTA

### Одиночний розряд: 7 (5–2)
| Перемога — Легенда                |
| --------------------------------- |
| Турніри Великого шолома (0–0)     |
| Турніри WTA Tour (0–0)            |
| Tier I (0–0)                      |
| Tier II (0–0)                     |
| Tier III (0–0)                    |
| Tier IV (0–1)                     |
| Tier V (0–0)                      |
| Virginia Slims, Avon, Other (5–1) |

| Титули за покриттям |
| ------------------- |
| Тверде (1–1)        |
| Трава (0–0)         |
| Ґрунт (4–1)         |
| Килим (0–0)         |

| Результат | Ранг | Дата           | Турнір                         | Покриття   | Опонент       | Рахунок       |
| --------- | ---- | -------------- | ------------------------------ | ---------- | ------------- | ------------- |
| Перемога  | 1.   | 1 березня 1982 | Virginia Slims of Pennsylvania | Тверде (I) | Катрін Танв'є | 6–4, 6–2      |
| Поразка   | 1.   | 10 травня 1982 | Ladies Championship Gstaad     | Ґрунт      | Кріс Еверт    | 0–6, 3–6      |
| Перемога  | 2.   | 2 травня 1983  | Мастерс Рим                    | Ґрунт      | Бонні Гадушек | 6–1, 6–0      |
| Перемога  | 3.   | 4 липня 1983   | Hittfeld                       | Ґрунт      | Ева Пфафф     | 6–4, 6–2      |
| Перемога  | 4.   | 1 серпня 1983  | Індіанаполіс                   | Ґрунт      | Зіна Гаррісон | 6–2, 6–2      |
| Перемога  | 5.   | 22 липня 1985  | Індіанаполіс                   | Ґрунт      | Zina Garrison | 7–6(7–0), 6–3 |
| Поразка   | 2.   | 14 серпня 1989 | Мава                           | Тверде     | Штеффі Граф   | 5–7, 2–6      |

### Парний розряд: 10 (7–3)
| Перемога — Легенда                |
| --------------------------------- |
| Турніри Великого шолома (1–0)     |
| Турніри WTA Tour (0–0)            |
| Tier I (0–0)                      |
| Tier II (0–2)                     |
| Tier III (1–0)                    |
| Tier IV (2–0)                     |
| Tier V (0–0)                      |
| Virginia Slims, Avon, Other (3–1) |

| Титули за покриттям |
| ------------------- |
| Тверде (0–0)        |
| Трава (0–0)         |
| Ґрунт (5–2)         |
| Килим (2–1)         |

| Результат | Ранг | Дата            | Турнір                       | Покриття  | Партнер               | Опоненти                           | Рахунок            |
| --------- | ---- | --------------- | ---------------------------- | --------- | --------------------- | ---------------------------------- | ------------------ |
| Перемога  | 1.   | 29 жовтня 1984  | Zurich Open                  | Килим (I) | Андреа Леанд          | Клаудія Коде-Кільш Гана Мандлікова | 6–1, 6–3           |
| Перемога  | 2.   | 28 жовтня 1985  | Zürich                       | Килим (I) | Hana Mandlíková       | Claudia Kohde-Kilsch Гелена Сукова | 6–4, 3–6, 7–5      |
| Перемога  | 3.   | 31 березня 1986 | Marco Island                 | Ґрунт     | Мартіна Навратілова   | Кеті Джордан Еліз Берджін          | 7–5, 6–2           |
| Поразка   | 1.   | 12 травня 1986  | German Open                  | Ґрунт     | Martina Navratilova   | Штеффі Граф Helena Suková          | 5–7, 2–6           |
| Перемога  | 4.   | 26 травня 1986  | French Open                  | Ґрунт     | Martina Navratilova   | Steffi Graf Габріела Сабатіні      | 6–1, 6–2           |
| Перемога  | 5.   | 17 квітня 1989  | Тампа                        | Ґрунт     | Бренда Шульц-Маккарті | Elise Burgin Розалін Феербенк      | 7–6(8–6), 6–4      |
| Поразка   | 2.   | 9 квітня 1990   | Amelia Island Championships  | Ґрунт     | Регіна Райхртова      | Мерседес Пас Аранча Санчес Вікаріо | 6–7(5–7), 4–6      |
| Перемога  | 6.   | 17 травня 1993  | Internationaux de Strasbourg | Ґрунт     | Шон Стаффорд          | Джилл Гетерінгтон Кеті Ріналді     | 6–7(5–7), 6–3, 6–4 |
| Поразка   | 3.   | 14 лютого 1994  | Open GDF Suez                | Килим (I) | Марі П'єрс            | Сабін Аппельманс Лоранс Куртуа     | 4–6, 4–6           |
| Перемога  | 7.   | 24 липня 1995   | Maria Lankowitz              | Ґрунт     | Сільвія Фаріна-Елія   | Александра Фусаї Вілтруд Пробст    | 6–2, 6–2           |

## Виступи в одиночних турнірах Великого шолома
| Турнір                               | 1981  | 1982  | 1983  | 1984  | 1985  | 1986  | 1987  | 1988  | 1989  | 1990  | 1991  | 1992  | 1993  | 1994  | 1995  | 1996  | 1997  | Career SR |
| ------------------------------------ | ----- | ----- | ----- | ----- | ----- | ----- | ----- | ----- | ----- | ----- | ----- | ----- | ----- | ----- | ----- | ----- | ----- | --------- |
| Australian Open                      | A     | A     | A     | 3р    | A     | NH    | A     | A     | 3р    | 2р    | A     | A     | 2р    | A     | A     | 1р    | A     | 0 / 5     |
| Відкритий чемпіонат Франції з тенісу | 1р    | 3р    | 2р    | 2р    | 1р    | 2р    | A     | A     | 2р    | 3р    | 2р    | A     | 1р    | A     | 1р    | 2р    | A     | 0 / 12    |
| Вімблдонський турнір                 | A     | 3р    | 3р    | 2р    | 2р    | A     | A     | A     | 1р    | 1р    | 1р    | A     | 1р    | A     | 2р    | A     | A     | 0 / 9     |
| Відкритий чемпіонат США з тенісу     | A     | 3р    | 3р    | 3р    | 2р    | 2р    | A     | A     | 3р    | 1р    | 1р    | 1р    | A     | 1р    | 1р    | A     | A     | 0 / 11    |
| SR                                   | 0 / 1 | 0 / 3 | 0 / 3 | 0 / 4 | 0 / 3 | 0 / 2 | 0 / 0 | 0 / 0 | 0 / 4 | 0 / 4 | 0 / 3 | 0 / 1 | 0 / 3 | 0 / 1 | 0 / 3 | 0 / 2 | 0 / 0 | 0 / 37    |
| Рейтинг на кінець року               | 146   | 33    | 11    | 14    | 16    | 43    | NR    | NR    | 43    | 116   | 157   | 71    | 153   | 132   | 90    | 181   | 942   |           |